# Caladenia curtisepala
Caladenia curtisepala är en orkidéart som beskrevs av David Lloyd Jones. Caladenia curtisepala ingår i släktet Caladenia och familjen orkidéer.
Artens utbredningsområde är New South Wales. Inga underarter finns listade i Catalogue of Life.